# Johann Friedrich Schweitzer

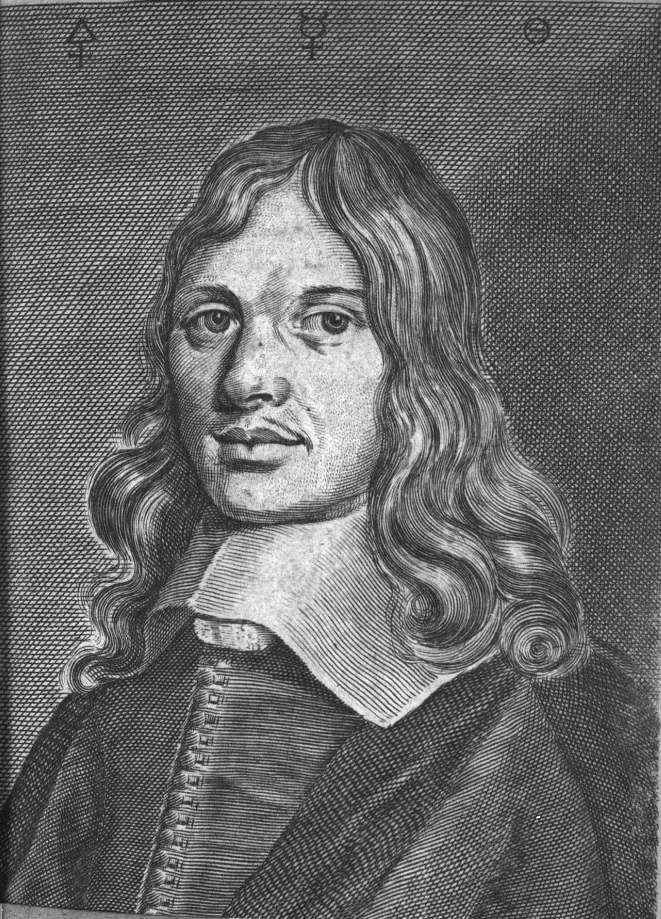
Johann Friedrich Schweitzer (Helvetius)

Johann Friedrich Schweitzer (* 17. Januar 1630 in Cöthen; † 29. August 1709 in Den Haag), auch bekannt als Johann Friedrich Helvétius, war ein Verfechter der Alchemie und Verfasser diverser Werke über Alchemie, Botanik und Medizin.

## Leben
Seine Karriere begann als Mediziner und er war anfangs deutlicher Gegner der Alchemie. Er studierte Medizin in Harderwijk und erwarb den Doktortitel mit einer Arbeit über die Pest. Bis etwa 1676 lebte er in Den Haag, anschließend zog er nach Amsterdam, wo er als Stadtarzt und Leibarzt von Prinz Wilhelm III. von Oranien tätig war.
Er heiratete am 20. Mai 1658 Johanna Pels (1643–1709), das Paar hatte drei Kinder zwei Söhne Jean Adrien Helvétius, Josephus Johannes Helvetius (1667–1729) und eine Tochter Elisabeth Baldina Helvetius (1679–1748).
Sein Bruder war der Andreas Engelhard Schweitzer.
1667 veröffentlichte er unter dem Titel Vitulus Aureus einen ausführlichen Bericht, der mehrfach neu aufgelegt und in alchemistische Sammelwerke übernommen wurde. Obwohl seine Werke von späteren Verfechtern der Alchemie benutzt wurden, galt er selbst nicht als Adept der Alchemie.
In seinem Werk Vitulus Aureus beschrieb er seinen Übergang zur Alchemie wie folgt: Am 27. Dezember 1666 bekam Schweitzer Besuch von einem mysteriösen Adepten der Alchemie, der sich als Besitzer des Steins der Weisen ausgab. Der habe mit einer pulvrigen Probe des Steins eine erfolgreiche Transmutation von Blei in Gold durchgeführt. Der Fremde selbst habe ihn am nächsten Tag wieder besuchen wollen, sei jedoch nie wieder erschienen. Diese Begegnung machte aus dem ursprünglichen Gegner der Alchemie einen überzeugten Anhänger.
Sein Sohn Jean Adrien Helvétius studierte Medizin in Den Haag, ging in den 1680er Jahren nach Paris, avancierte dort als Hofarzt und konnte dieses Privileg auch auf seinen Sohn Jean Claude Adrien Helvétius übertragen. Dessen Sohn wiederum war der Arzt-Philosoph Claude Adrien Helvétius.

## Veröffentlichungen
- Xistus herbarum : Lustiger Spatzierweg der Kräuter. Samuel Braun, Heidelberg 1661 (Digitalisat)
- Berillus medicus. Sehr nützlich und anmütig für alle Liebhaber der Gewächsen; nemlich das Sie wan sie in dem Kräuter-Feldt herumb spatziren wissen mögen zu jeder zeit, was in einem jeden Monat auß der Erden herfür komme und wie man selbige kan lernen erkennen und von andern ... underscheiden: und was bey der Einsamlung in acht zunehme. Samuel Braun, Heidelberg 1661. (Digitalisat)
- Vitulus aureus quem mundus adorat et orat, in quo tractatur de rarissimo naturae miraculo transmutandi metalla, numpe quomodo tota plumbi substantia, vel intra momentum ex aqua vis minima lapidis veri philosophici particula aurum commutata fuerit Hagae Commitis. Amsterdam 1667 (weitere Auflagen 1702 und 1705)
- Johann Friederichs Schweitzers Guldenes Kalb, welches die gantze Welt anbetet und verehret : In welchem gehandelt wird von Einem sehr hohen Wunder der Natur die Metallen zu verändern, nemlich, Wie die gantze Substanz ... des Bleyes in einer Minuten von einem sehr kleinen Körnlein des warhafftigen Philosophischen Steins in ein vollkommen Gold zu Graffenhage verwandelt worden ... ; In Teutsch verfertigt, und zum Druck befördert. Felßecker, Nürnberg 1668 (Digitalisat)
- (W. Cooper Übers.). The golden calf which the world adores and desires. London 1670 (Digitalisat)
- Johannis Friderici Helvetii Vitulus Aureus Qvem Mundus Adorat Et Orat: Oder ein sehr Curieuses Tractätlein : Jn welchem Das rare und wundersame Werck der Natur in verwandelung derer Metallen Historice ausgeführet wird ... Aus dem Lateinischen ins Hochteutsche übersetzet. [S.l.] 1705 (Digitalisat)
- Vitulus aureus quem mundus adorat et orat. Wilhelm Stock, Frankfurt am Main 1726 (Digitalisat)
- Ioannis Friderici Helvetii, Vitulus Aureus, Quem Mundus Adorat Et Orat. Oder: Ein sehr curiöses Tractätlein in welchem das rare und wundersame Werk der Natur in Verwandelung derer Metallen-Historien ausgeführet wird : Wie nemlich das ganze Wesen des Bleyes in einem Augenblick durch Hülfe eines sehr kleinen Stücks des Steins der Weißen zu dem allerbesten Gold, von obengenannten Herrn Helvetius im Haag gemacht und verwandelt worden ; Aus dem Lateinischen übersetzt. Eßlinger, Frankfurt u. a. 1767 (Digitalisat)
- Johannis Friderici Helvetii Diribitorium medicum, de omnium morborum accidentiumque in et externorum definitionibus ac curationibus : ex saporibus, odoribus foetoribusque provenientibus a fermentorum, effervescentiarum aut putrefactionum salibus, sulphuribus vel mercuriis ... Jansson, Amsterdam 1670 (Digitalisat)
- Microscopium physiognomiae medicum : id est, tractatus de physiognomia cuius ope non solum animi motus simul ac corporis defectus iterni, sed & congrua iis remedia noscuntur per externorum lineamentorum ...  Jansson-Waesberg, Amsterdam 1676 (Digitalisat)
- Johann Friedrich Helvetius (Hrsg.). Tres elegantes tractatus de Aquis medicatis Nic. Vallerii, Rob. Boyle, Joh[annis] Floyeri  [John Floyer (1649-1734) ].  Schoonwald, Amsterdam 1718 (Digitalisat)